# Colquicina
La colquicina és un fàrmac antimitòtic que atura o inhibeix la divisió cel·lular en metafase o en anafase. És un compost que evita el repartiment de les cromàtides d'un cromosoma durant la mitosi, provocant la poliploïdia de la cèl·lula filial, ja que encara que no hi hagi separació, sí que hi ha duplicació del material genètic. El seu efecte és degut a la seva acció sobre les proteïnes citoesquelètiques del fus mitòtic.
Deriva de plantes del gènere Colchicum, especialment de l'espècie anomenada còlquic (Colchicum autumnale), molt abundant a l'antiga colònia grega de Còlquida. Està documentat el seu ús des de temps de Dioscòrides, qui la va descriure àmpliament a l'obra De Materia Medica.
Utilitzada durant molts anys com la pedra angular del tractament de la gota, fins a l'aparició dels antiinflamatoris no esteroïdals (AINE), té cert protagonisme en la terapèutica actual com a immunomodulador i antifibròtic en diverses malalties autoimmunes (com esclerodèrmia, colangitis biliar primària, fibrosi pulmonar, etc.) i altres malalties com amiloïdosi, dermatitis herpetiforme, pericarditis i pseudogota. Dins de les seves propietats en el tractament de la gota inclou la disminució del flux de leucòcits, inhibidor de la fagocitosi dels artritis per microcristalls/microcristalls d'urat o frenada de la producció de àcid làctic, mantenint un pH local normal. L'acidesa afavoreix la precipitació dels vidres que és el primer signe de la crisi de gota.

## Indicacions mèdiques
Actualment es fa servir com immunomodulador i antifibròtic en diverses malalties autoimmunitàries (esclerodèrmia, malaltia de Behçet, colangitis biliar primària, etc.) i altres patologies com l'amiloïdosi, dermatitis herpetiforme, pericarditis, gota, i pseudogota.
La colchicina pot ser útil per aconseguir l'estabilització de la placa ateromatosa en pacients que han sofert una síndrome coronària aguda.
També s'usa com anticancerós, ja que inhibeix la multiplicació ràpida de les cèl·lules tumorals. Ha estat comprovada la seva eficàcia davant càncers d'origen molt dispar, com ara el de mama o el d'hipofaringe. Un camp de recerca molt prometedor és el del disseny de derivats semisintètics de la colchicina amb una alta activitat antineoplàstica i propietats farmacocinètiques adequades.
Efectes adversos: a dosis normals, les alteracions digestives (diarrea, nàusees o vòmits) són les més comunes; després de ser administrat rarament apareix neutropènia o entumiment de mans i peus (un efecte no desitjat propi de tots els inhibidors mitòtics).
L'administració combinada de colchicina i simvastatina pot provocar una miopatia aguda de tipus rabdomiolític. Cal evitar en especial l'ús simultani de colchicina i macròlids o antifúngics azòlics, ja que és possible el desenvolupament d'interaccions medicamentoses amb conseqüències molt greus.

## Toxicitat
És un compost altament tòxic a dosis d'entre 0,5 i 0.8 mg/kg i produeix la mort quan són més elevades, a banda d'alguns casos inusuals.

## Altres usos
- En agricultura per generar plantes amb poliploïdia més gran que les naturals.[21] Es fa servir, per exemple, en el procés d'obtenció de melons sense llavors[22] o en el desenvolupament de noves plantes ornamentals amb millors trets qualitatius.[23]
- En neurociència per afavorir l'acumulació de neuropèptids en el soma cel·lular bloquejant el trànsit vesicular.[24]
- En citogenètica per detenir les cèl·lules en metafase i poder elaborar un cariotip.[25]